# 박지훈 (1980년)
박지훈(1980년 2월 1일 ~ )은 대한민국의 배우이다.

## 출연작

### 영화
- 《서복》 (2021년) - 용병 리더 역
- 《성난황소》 (2018년) - 작두 역
- 《협상》 (2018년) - 사트 김소령 역
- 《그것만이 내 세상》 (2018년) - 이태구 역
- 《대장 김창수》 (2017년) - 가토 히데키 역
- 《옥자》 (2017년) - ALF 단원 역
- 《탐정 홍길동: 사라진 마을》 (2016년) - 경찰  1 역
- 《협녀, 칼의 기억》 (2015년) - 친위대장 역
- 《베테랑》 (2015년) - 경호 책임자 역
- 《별이 빛나는 밤에》 (2014년) - 산 역
- 《신의 한 수》 (2014년) - 행동대장 역
- 《감시자들》 (2013년) - 특공 역
- 《전설의 주먹》 (2013년) - 프로선수 정상호 역
- 《신세계》 (2013년) - 정청계 4 역
- 《판도라》 (2011년)
- 《푸른소금》 (2011년) - Q 역
- 《태양은 없다》 (1999년) - 성훈 역
- 《비트》 (1997년) - 남학생 2 역
- 《귀천도》 (1996년) - 장용영 무사 역
- 《런어웨이》 (1995년) - 폭력 청년 역

### 드라마
- 《최악의 악》 (2023년, 디즈니+) - 조강산 역
- 《사랑의 불시착》 (2019년, tvN) - 헌병 역
- 《왓쳐》 (2019년, OCN) - 박시영 역
- 《맨몸의 소방관》 (2017년, KBS2) - 박대영 역